# Mary Digges Lee
Mary Digges Lee (* 1745 in Prince George’s County, Province of Maryland; † 25. Januar 1805) war eine US-amerikanische Frau, die während des Amerikanischen Unabhängigkeitskriegs lebte. Sie war die Ehefrau von Thomas Sim Lee, Gouverneur von Maryland.

## Privatleben
Mary Digges Lee, Tochter von Ignatius Digges, wurde 1745 auf dem Familienlandsitz, „Mellwood Park“, in Prince George’s County geboren. Im Oktober 1771 heiratete sie Thomas Sim Lee, der aus „Blenheim“ stammte. Die Feierlichkeiten fanden auf dem Familienlandsitz der Digges statt. Das Paar bekam im Laufe ihrer Ehe acht gemeinsame Kinder. Später ließen sie sich in Needwood nieder, dem heutigen Frederick County.
Das Paar war während des Amerikanischen Unabhängigkeitskriegs für die amerikanischen Truppen sehr aktiv. Ferner waren sie sehr religiös und gemeinschaftlich engagiert. In diesem Zusammenhang gründeten sie die St Mary’s Roman Catholic Church in Petersville, Maryland.
Mary Digges Lee spielte nicht nur eine beispielhafte Rolle bei der Unterstützung der amerikanischen Truppen, sie war auch eine hingebungsvolle Ehefrau, Mutter, Hausfrau und Hausherrin. Ihre Leistungen, angesichts der allgemeinen Abstimmung des Unterfangens bei so einer Unternehmung, weisen sie als einen richtigen Führer aus, ein Vorbild, das in der Tat den Titel der „First Lady of Maryland“ verdiente. Sie verstarb am 25. Januar 1805, im Alter von 60 Jahren. Ihr Ehemann heiratete nach ihrem Tod nicht mehr und verstarb am 9. November 1819.

## Amerikanischer Unabhängigkeitskrieg
Thomas Sim Lee wurde 1779 zum zweiten Gouverneur von Maryland gewählt und folgte so als Nachfolger Thomas Johnson ins Amt. Er bekleidete diese Stellung bis 1782. Nach dem Krieg wurde er 1792 noch einmal für eine zweite Amtszeit wiedergewählt. Er hatte das Amt bis 1794 inne.
Der Amerikanische Unabhängigkeitskrieg war eine schwierige Zeit für jedermann und insbesondere anspruchsvoll für die Lees. Der Nachschub war niedrig und die Moral war schlecht. Die Beamten der Maryland Line berichteten über die bedauernswerten Verhältnisse der Kontinentaltruppen. Mit Lieferengpässen als unmittelbare Bedrohung, appellierte General George Washington an seinen Freund, Gouverneur Lee um Beistand, aussagend dass „wenn nicht einige außerordentliche und sofortige Anstrengungen durch die Staaten, die uns mit Nachschub beliefern, unternommen werden, es jeden Anschein gibt, dass die Armee binnen vierzehn Tagen aufgelöst wird“. Nach dieser Unterredung bat Lee seine Frau um Unterstützung. Diese trat dann schnell ins öffentliche Rampenlicht, ein Platz, der Frauen verboten war, weil er zu riskant war.
Entschlossen ihren Landsmännern zu Hilfe zu kommen, engagierte sie sich bei den amerikanischen Soldaten einiges an Schmerz und Leid zu mindern. 1780 gewann sie die Unterstützung von Marylands Frauen bei der Sammlung des dringend benötigten Nachschubs. Mary sammelte Geld und Materialien für die Truppen. Ferner ermutigte sie auch andere Frauen dazu ihr Talent und Zeit für die Sache zu spenden. Reagierend auf die Gesuche nach Hemden aus Leinen für die Soldaten, sammelte sie die Frauen zusammen und stellten sogleich 260 Hemden für die Lieferung bereit. Mary schrieb an General Washington, um ihn darüber zu informieren, wie man das gesammelte Geld und Materialien bestmöglich zu verwenden hätte, was sie gesammelt hatte. Sie verkündete stolz, dass sie „einen erheblichen Betrag zu Entlastung der amerikanischen Armee“ aufgebracht hätte. General Washington schrieb Mary zurück und drückte seine Dankbarkeit für die „patriotischen Anstrengungen der Ladies von Maryland zugunsten der Armee“ aus.